# 茨城県立大宮工業高等学校
茨城県立大宮工業高等学校（いばらきけんりつ おおみやこうぎょうこうとうがっこう）は、茨城県常陸大宮市下村田に所在した工業高等学校。

## 設置学科
- 建築科
- 設備工業科
- 土木科
- 工業化学科

## 所在地
- 〒319-2131 茨城県常陸大宮市下村田2296-2

## 沿革
- 1974年4月 - 開校
- 2006年 - 生徒募集を停止。
- 2006年4月 - 茨城県立大宮高等学校と統合して茨城県立常陸大宮高等学校となる。
- 2008年3月31日 - 閉校。